# تسوتومیر چیپف
تسوتومیر چیپف (بلغاری: Цветомир Чипев؛ زادهٔ ۱۶ اوت ۱۹۷۷) بازیکن فوتبال اهل بلغارستان است.
از باشگاه‌هایی که در آن بازی کرده است می‌توان به باشگاه فوتبال او.اف.آی کرته، باشگاه فوتبال لفسکی صوفیه، باشگاه فوتبال ژجیانگ، باشگاه فوتبال نئا سالامیس فاماگوستا، باشگاه فوتبال ارتسگبیرگ آئو، و باشگاه فوتبال کمنیتس اشاره کرد.